# Slot Assumburg
Slot Assumburg is een kasteel in het oosten van Heemskerk, in de Nederlandse gemeente Noord-Holland. Het slot is genoemd naar de buurtschap Assum tussen Heemskerk en Uitgeest. Het kasteel dateert waarschijnlijk oorspronkelijk uit de 13e eeuw, maar werd in 1546 verbouwd.

## Beschrijving
De kracht die het kasteel uitstraalt, is meer schijn dan werkelijkheid. Het is in feite een imitatie van een middeleeuws kasteel. De dunne muren zouden een beleg niet hebben kunnen doorstaan. Een dergelijk kasteel wordt doorgaans coulissenkasteel genoemd. Er wordt ook wel aangenomen dat bij de bouw is gebruikgemaakt van sloopmateriaal van kasteel Oud Haerlem, maar dat is niet het geval. 
Met uitzondering van een beperkte openstelling tijdens de Open Monumentendagen, is het slot zelf niet openbaar toegankelijk. Naast het slot bevindt zich het natuur- en recreatiepark Assumburg, dat in 2003 is aangelegd. Vanaf 2009 werd de 18e-eeuwse kasteeltuin in originele staat hersteld en in 2011 geopend voor het publiek. De kasteeltuin bevat onder meer een fruitboomgaard, een rosarium, een groente- en kruidentuin en een groot formeel gedeelte met hofvijver.

## Geschiedenis
Slot Assumburg is gedurende vele eeuwen een adellijk verblijf geweest. Een groot aantal verschillende geslachten hebben er gewoond. Na 1867 bleef het slot onbewoond.

### Familie van Velsen en defamilie van Assendelft
Het slot stond in de 13e en 14e eeuw bekend als Williaems Woninghe van Velsen en 't werd zoals de naam al aanduidt, bewoond door de familie van Velsen. Jan van Rietwijk, zoon van Willem van Rietwijk van Velsen, werd in 1322 beleend met de helft van de Assumburg. De andere helft behoorde toen al aan Barthout van Assendelft, die dus wel bloedverwant van Jan van Rietwijk zal zijn geweest. Op 17 mei 1328 verkocht Jan zijn helft van de Assumburg aan Barthout van Assendelft. Daarna droeg Barthout de gehele Assumburg op aan de heer Jan I van Polanen (eigenaar kasteel Oud Haerlem), die hem ermee beleende op 5 juni 1335. Barthout was getrouwd met Catharina, dochter van Dirk van den Wale, hofmeester van graaf Willem III. Dirk van den Wale was een bastaard van Polanen! Barthout stierf waarschijnlijk in 1345.
Dirk, de oudste zoon van Barthout verkreeg Assumburg. Kort daarna stierf Dirk echter kinderloos, zodat zijn jongere broer Gerrit (II) zich in 1348 op dit kasteel kon vestigen. Deze Gerrit was in relatie gebleven met de familie van zijn oude leenheren de Van Haerlem's: hij trouwde met Stevina van Haarlem. Sedertdien hebben de Van Assendelft's het wapen van de Van Haerlem's in het hunne opgenomen.
Hun oudste zoon Barthout (II) werd door hertog Willem VI verbannen. Dus betrok broer Dirk (II) van Assendelft in 1413 de Assumburg en liet zich daarmee zelfs belenen (20 april 1421). De laatste mannelijke Van Assendelft die de Assumburg heeft bewoond was Gerrit (VIII) (1567-1617) heer van Assendelft (1601), Assumburg, etc. Gerrit (VIII) bleef ongehuwd. Na zijn dood ontving zijn zuster Anna (II) de Assumburg in leen (1618). Ze was getrouwd met Gerrit van Renesse van der Aa. Anna stierf in 1626. Nog enkele tientallen jaren bleven er Renesses op de Assumburg wonen, maar in 1669 kocht koopman Johannes Wuijtiers het kasteel.

### Familie Deutz
Toen na diverse eigenaren Jean Deutz in 1694 het kasteel had gekocht, liet deze de Assumburg verfraaien naar de smaak van die tijd: een Franse tuin met waterpartijen en plantsoenen. De laatste Deutz was Jacob Maarten Deutz van Assendelft die op het kasteel woonde en er in 1858 ook stierf. Toen zijn vrouw Josina Johanna Willink in 1867 in Amsterdam stierf, was dat tevens het einde van de Assumburg als aanzienlijk buitenverblijf. In oktober 1868 vond er een veiling van de inboedel plaats. Ook de omgeving raakte haar oude glorie kwijt: het park rond het slot verdween.
Na een jaar lang verhuurd te zijn geweest aan het Haagse gemeenteraadslid Hugh Hope Loudon (1816-1891), kreeg het gebouw diverse functies: in 1881 als hospitaal tijdens een cholera-epidemie en later nog als school. In 1906 liet Hugo Gevers van Marquette de betimmering van de grote zaal naar kasteel Marquette overbrengen. Ook de marmeren schoorstenen en vier deuren met hun omlijsting werden daarheen gebracht.

### Het Rijk en restauratie
Het bijna tot ruïne vervallen kasteel werd op 18 september 1911 aan het Rijk verkocht voor het symbolische bedrag van één gulden. In 1933 kreeg de Assumburg haar bestemming als jeugdherberg. Op 15 juli 1933 vonden de eerste jongeren er onderdak, werkloze jeugdherbergvrienden verzetten veel werk in het kader van de restauratie. Tijdens de Tweede Wereldoorlog legerden de Duitsers zich in het kasteel. Na de bevrijding diende het enige tijd als huis van bewaring voor een dertigtal politieke gevangenen.
De restauratie was een verplichting die tot stand was gekomen bij de overdracht in 1911. Deze restauratie in opdracht van de Rijksgebouwendienst kwam uiteindelijk rond 1980 gereed. De in de nabijheid gelegen oranjerie was al rond 1965 gerestaureerd.  

### Monumentenbezit
Het slot is op 15 januari 2016 overgedragen aan Monumentenbezit.

## Galerij

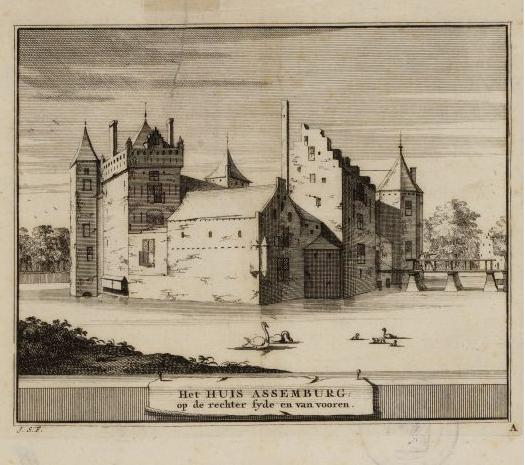
Het Huis Assemburg (NH) op de rechtersyde en van vooren. (naar een prent van Roelant Roghman, 1711)
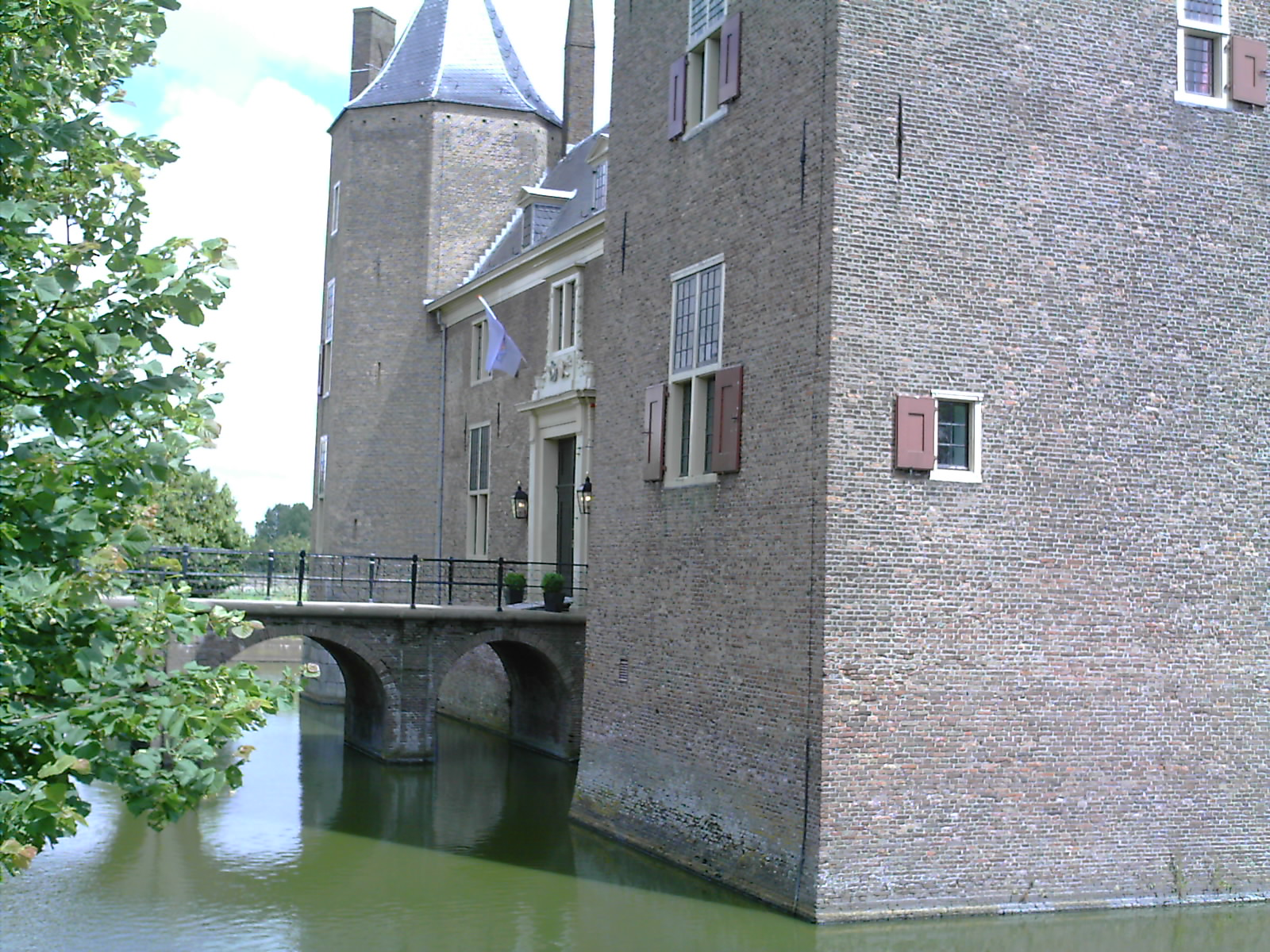
Slot Assumburg (juni 2006)
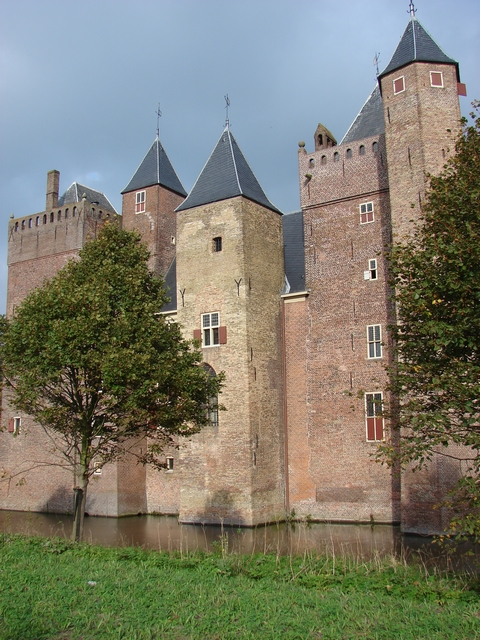
Slot Assumburg, achterkant (2006)
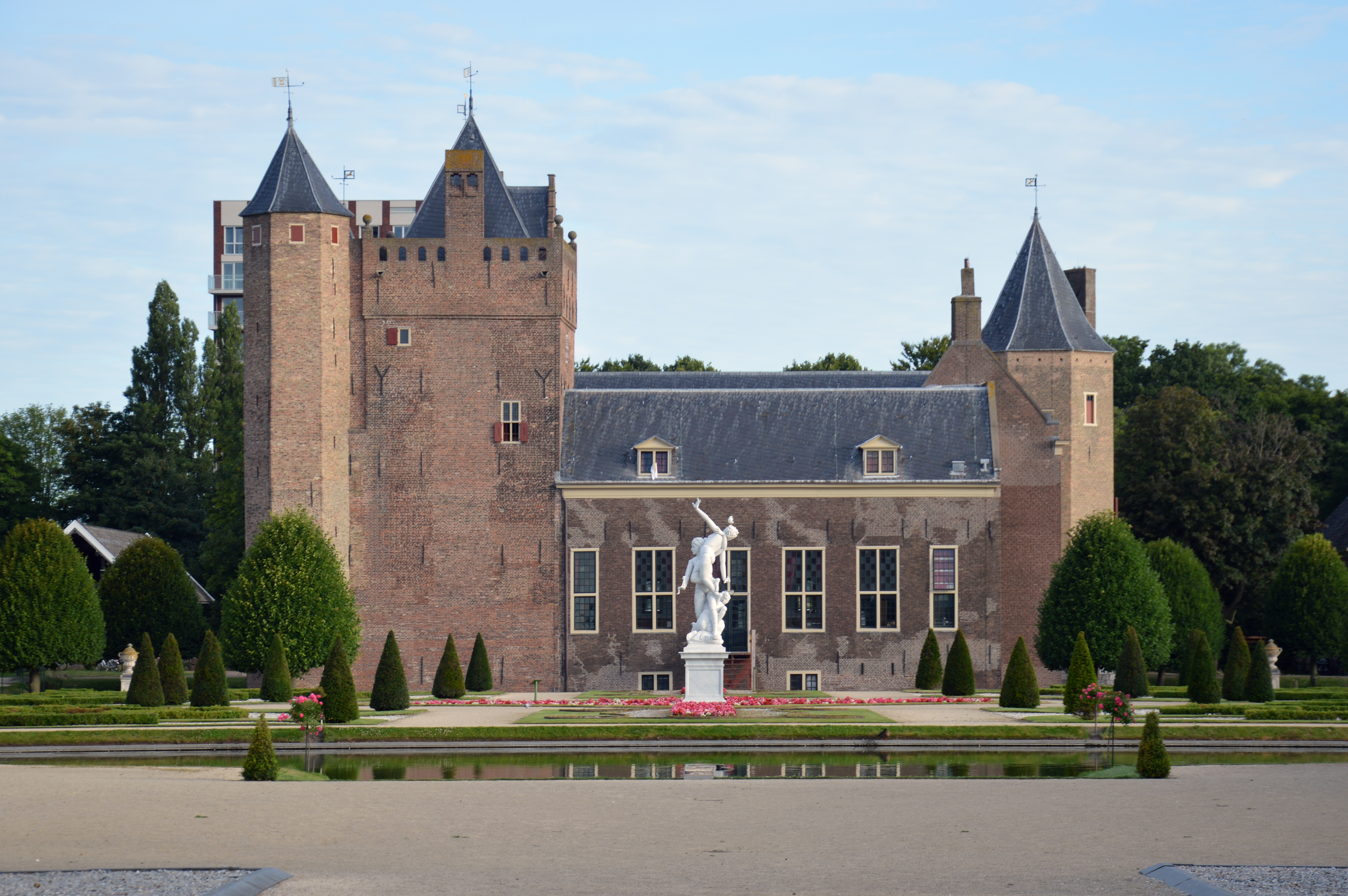
Achterzijde (2022)